# Horakiella
Horakiella (лат.) — монотипный род гастеромицетовых грибов семейства Ложнодождевиковые. Единственный вид — Horakiella clelandii.

## Названия
Научные синонимы:
- Hydnangium clelandii Rodway, 1924basionym
- Leucophleps clelandii (Rodway) Zeller & C.W. Dodge, 1936
- Octaviania clelandii (Rodway) G. Cunn., 1938
- Gigasperma clelandii (Rodway) E. Horak, 1971

## Описание
Плодовое тело небольшое, 1—2 см диаметром, шаровидное или почти шаровидное, бледно-жёлто-охристое; у сухих экземпляров — от светло-желтовато-оливкового до оливково-жёлтого. Ножка отсутствует.
Перидий тонкий, мембрановидный, 0,2—0,4 мм толщиной, белый, продолжающий траму; состоит из единственного слоя плотно переплетённых гиф, легко отделяемого от глебы.
Глеба плотная, глинисто- или шоколадно-коричневая, у зрелых грибов становится темнее, иногда с зеленоватым оттенком, часто ломкая; без стерильного основания; камеры глебы ок. 1 мм диаметром, округлые, разделены пластинками трамы 50—75 мкм толщиной.

### Микроморфология
Споры почти шаровидные, крупные, 20—30 x 20—25 мкм, изредка до 40 мкм диаметром, гиалиновые или желтоватые, гладкие, но с толстой (до 4 мкм), слегка клейкой желатинозной экзоспорой, из-за чего поверхность спор кажется неровной или даже сетчатой; заключены в одноклеточные базидии.

## Распространение
Редкий гриб. Растёт на почве. Распространён на острове Тасмания (Cascade Valley, в районе Хобарта).

## Таксономия
Изначально был отнесён к роду Hydnangium Wallr. из порядка Агариковые; видовой эпитет получил в честь миколога д-ра Клеланда из Университета Аделаиды.
В 1936 г. на основании вида спор и общего строения плодового тела был переопределён как представитель рода Leucophleps Harkn. порядка Сыроежковых.
В 1938 г. новозеландский миколог G. H. Cunningham описывает данный гриб как Octaviania clelandii (порядок Болетовые), отмечая, что гриб отличается уникальным строением спор, окружённых толстой желатинозной экзоспорой и скорее напоминающих споры грибов рода Leucogaster R. Hesse (порядок Сыроежковые), однако отличается от последних строением базидий и гладкой оболочкой эндоспор.
В 1971 г. E. Horak на основании сходства его макроскопических и микроскопических характеристик (в частности на основании гигантского размера спор) с характеристиками обнаруженного в 1968 г. новозеландского гриба Gigasperma cryptica E. Horak (порядок Агариковые), описывает Octaviania clelandii как Gigasperma clelandii (Rodway) E. Horak.
Наконец, в 1992 г. анализ обоих видов рода Gigasperma E. Horak показал, что они относятся не только к разным родам, но и к разным порядкам. Gigasperma cryptica характеризуется крупными, гладкими, толстостенными красновато-коричневыми спорами, которые вызревают в 4-споровых базидиях; для Gigasperma clelandii характерны клейкие гиалиновые или желтоватые споры, вызревающие в одноклеточных базидиях, что в сочетании с другим макроскопическими и микроскопическими признаками позволило отнести данный гриб к гастеромицетам (порядок Sclerodermatales, позднее — Болетовые), выделив его в отдельный род Horakiella Castellano & Trappe.